# Bad Hofgastein
Bad Hofgastein er en købstad og kommune i delstaten Salzburg i distriktet i Pongau i Østrig med 6.727 indbyggere. Det er et kur- og vintersportsted.